# Långskaftad svanmossa
Långskaftad svanmossa (Meesia longiseta) är en bladmossart som beskrevs av Hedwig 1801. Långskaftad svanmossa ingår i släktet svanmossor, och familjen Meesiaceae. Enligt den finländska rödlistan är arten starkt hotad i Finland. Enligt den svenska rödlistan är arten nära hotad i Sverige. Arten förekommer i Nedre Norrland och Övre Norrland. Arten har tidigare förekommit i Götaland och Svealand men är numera lokalt utdöd. Artens livsmiljö är rikkärr. Inga underarter finns listade i Catalogue of Life.

## Bildgalleri

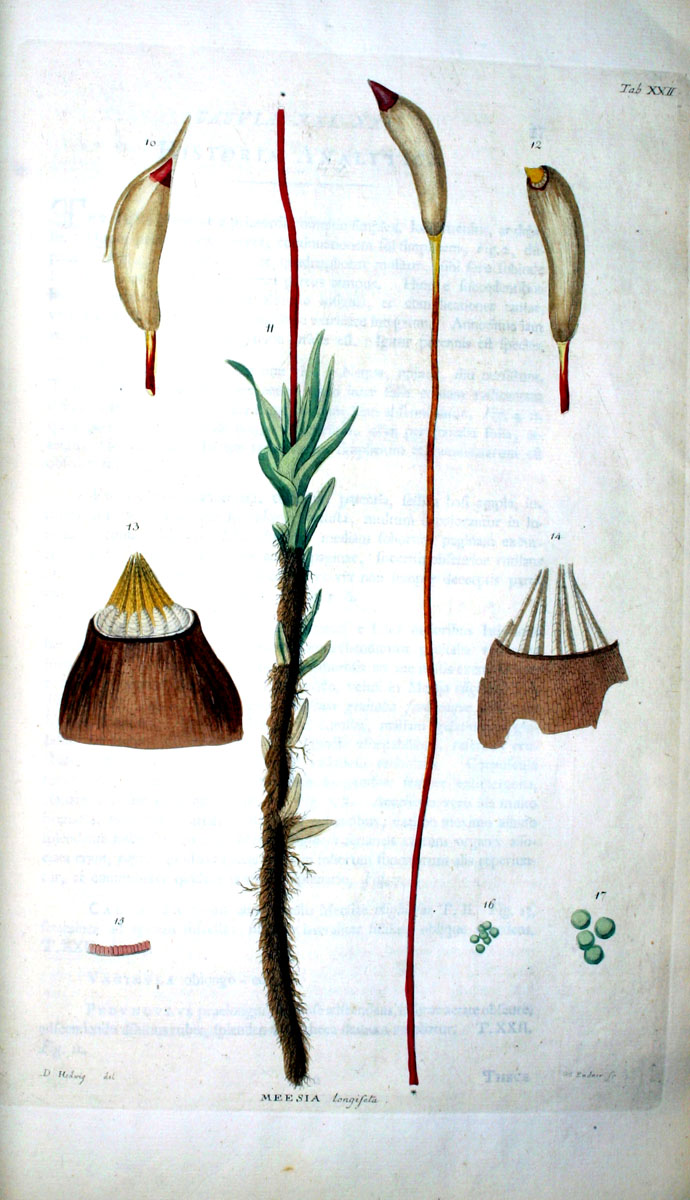